# 冰上火
《冰上火》（英語：Ice on Fire）是2019年的一部纪录片，讨论了北极甲烷释放可能引起的生物集群灭绝，以及通过将二氧化碳从大气中分离出来来扭转全球变暖的新技术。这部电影2019年5月22日在戛纳电影节进行了试映，并于2019年6月11日在HBO上播出
。